# Spillingsskatten

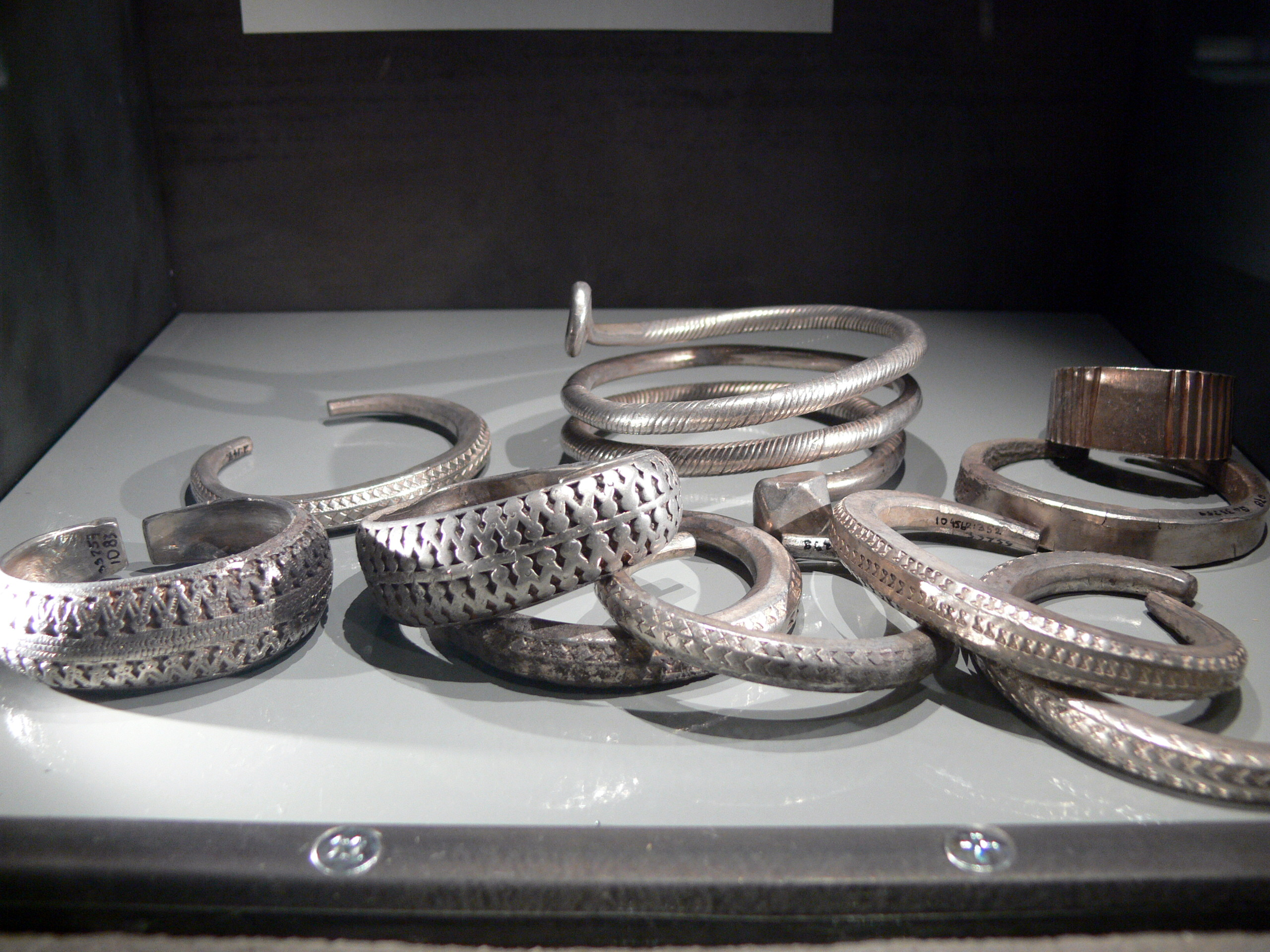
Delar av Spillingsskatten på Gotlands Museum.

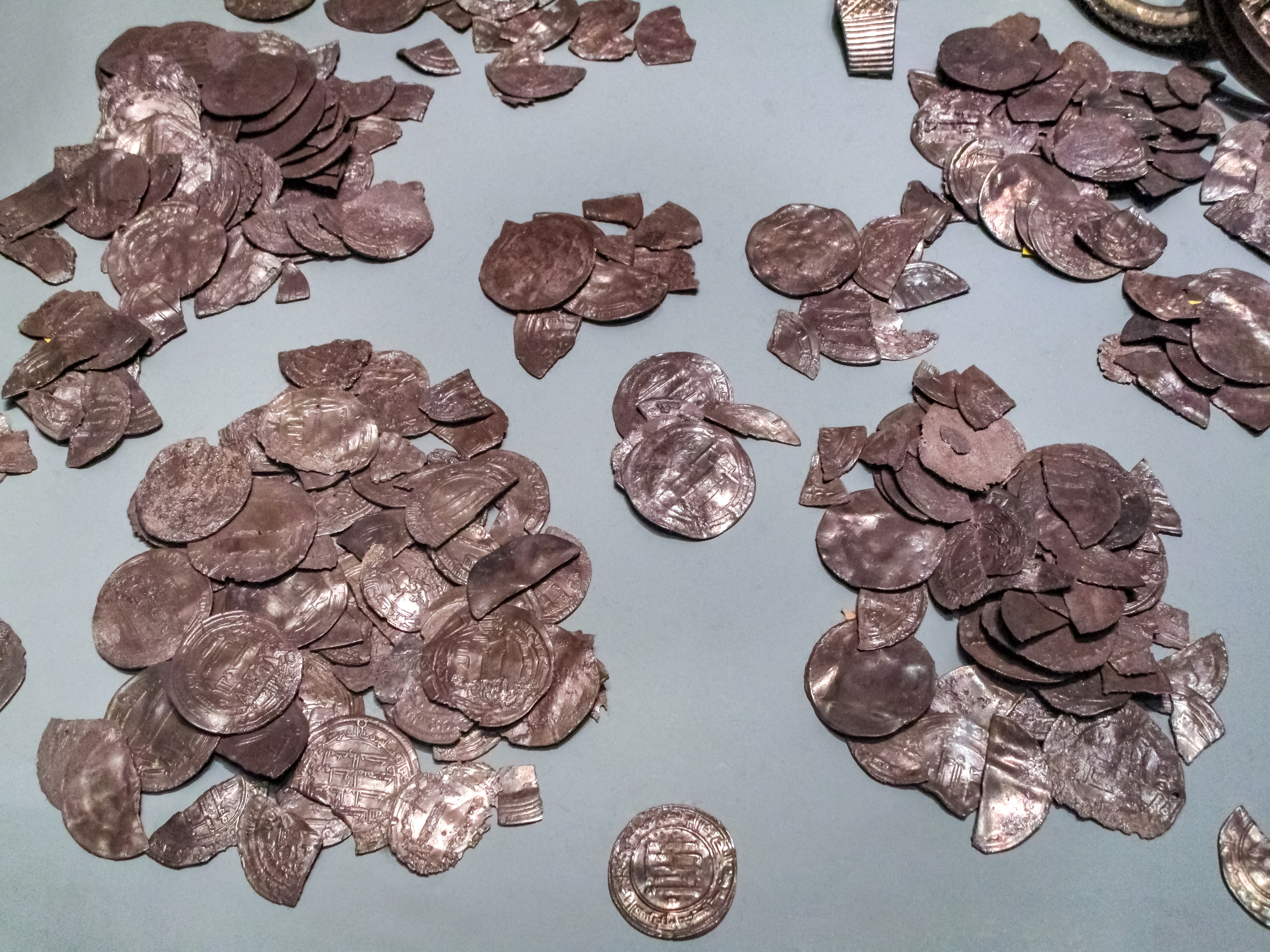
Mynt från Spillingsskatten, depå 2.

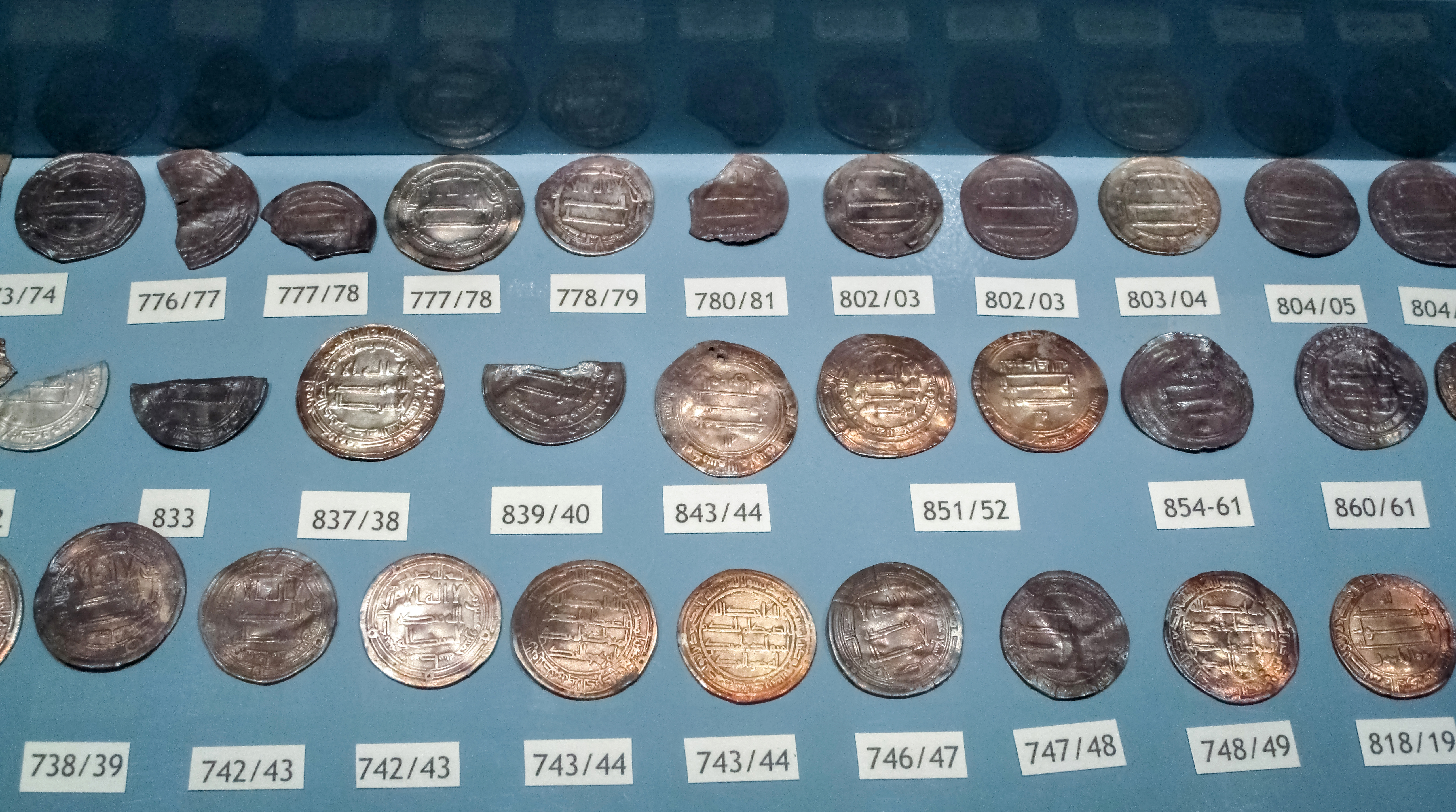
Mynt från Spillingsskatten.

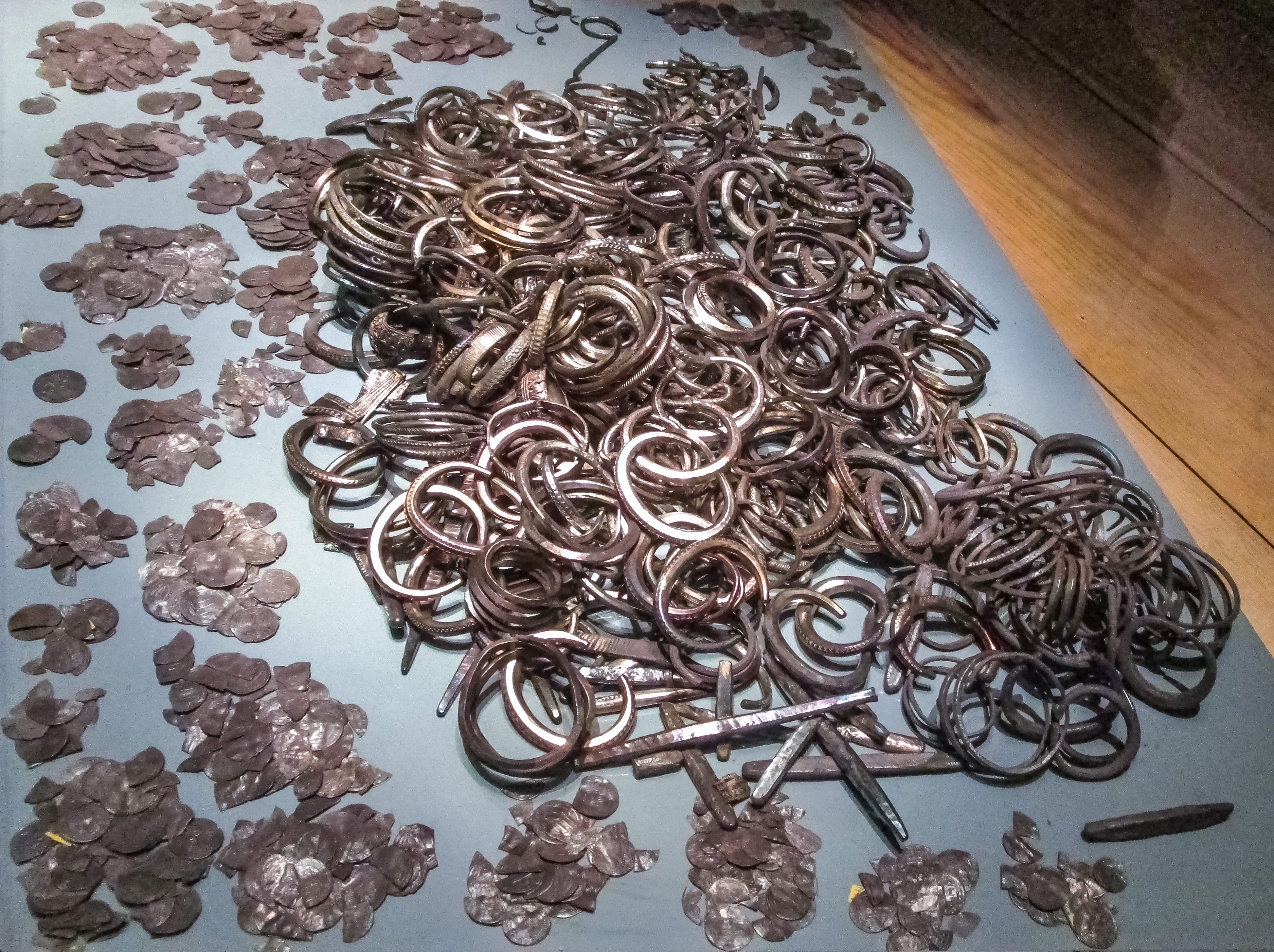
Spillingsskatten, depå 2.

Spillingsskatten är världens största vikingatida silverskatt. Den hittades fredagen den 16 juli 1999 i en åker vid Spillings nordväst om Slite i Othems socken på norra Gotland. Silverskatten var delad i två depåer som tillsammans vägde cirka 67 kg före konservering (27 respektive 40 kg) och bestod bland annat av ca 14 000 mynt, varav de flesta kommer från fjärran länder och är orientaliska. De två depåerna hade gömts på ett avstånd av tre meter från varandra under golvplankorna i ett vikingatida hus. Det yngsta myntet var präglat år 871, varför skatten måste ha grävts ner någon gång efter detta år.
Skatten anträffades med metalldetektor på åkern, sedan man på platsen långt innan hittat silver men inte i så enorm mängd. Egentligen rör det sig som sagt inte om en skatt utan snarare två, egentligen tre om man räknar med en mycket sällsynt bronsskrotdepå, bestående av mängder med brons som också de haft för avsikt att smältas ner. Silvret kan ha inväntat ett öde för nersmältning som dock aldrig blev av, eller ha lagts i jorden bara för dess värdes skull. Det senare är troligast. De båda silverskatterna var placerade ihop i jorden bara fyra meter bort från varandra, troligen under ett förrådshus golv. Vid en undersökning av platsen år 2000 anträffades nämligen spår av en enkel träkonstruktion. Bland silvret fanns även en del träflisor och träfibrer, vilket kan tyda på att alltsammans legat i en träkista. En hittelön om 1 263 200 kronor tillföll upphittarna. Det faktiska värdet, såväl ekonomiskt som historiskt och musealt, är dock betydligt större.
Nästan 60% av depåfyndet är armringar eller delar av dylika, aldrig innan lär så många silverarmringar ha hittats. De väger i huvudsak omkring hundra gram och av Gotlandsstilarna, vissa mycket fint ornerade. Fyndet innehöll även mängder av barr (smalare tackor), vackert ornerade bleckbitar, en av vårt lands vackraste silverbrakteater från denna tid, mängder av fingerringar, halsringar, amulett-armringar (armringar omlindade med ringar med mera), plattor, silverslagg, sönderhackade fint ornerade smycken av olika slag, en pytteliten silversmälta, tunga spiralringar, så kallade permiska arm- och halsringar, ett ringspänne, mängder av tenar, trådar med mera. Fyndet innehöll även en hel del mynt, dock inte anmärkningsvärt för att vara i gotländska silverskatter.

## Mosemyntet
Det så kallade Mosemyntet ingår i Spillingsskatten och präglades i Khazarriket omkring år 837. På myntet finns den arabiska inskriften Musa Rasul Allah, en trosbekännelse i vilken Muhammeds namn byts ut mot Moses. Mosemyntet är det enda ovedersägliga beviset på att khazarernas ledande skikt vid denna tid övergått till judendomen.

## Bronsdepån vid Spillings
Bronsdepåfyndet innehöll mer än femhundra olika föremål, men mycket av dessa kan dock vara från förrådshuset som allt förvarats i. Utan tvivel rör det sig dock om depåfynd även här. Även här ingick en hel del armringar, nästan alla dock mycket enkla och utan ornering. 
I fyndet ingick även mängder av beslag av brons eller järn, dryckeshornbeslag, beslag till knivslida, delar av järnlås, järnbleck och bleck av brons och koppar, bränd lera, dräktnålar, en glasbit och en flintbit, halsringar, bitar av trä, kakelstycken, kedjegarnityr, bitar av träkistor, nålar, pressbleck, glaspärlor, slagg, smältor, järnspikar, spännen, bearbetade stenar, sädeskorn, tegel, bronstenar, bitar av trä samt en bronsögla med mera. Fyndet är totalt unikt för hela Sverige och till större del även Norden, ty mycket få fynd med hackbrons eller brons nyttjat till nedsmältning har hittats.
Liknande fynd är till exempel Stora Enbjänne-fyndet, Mästermyrkistan och Tjele-fyndet.